# Paul Ernst Wilke

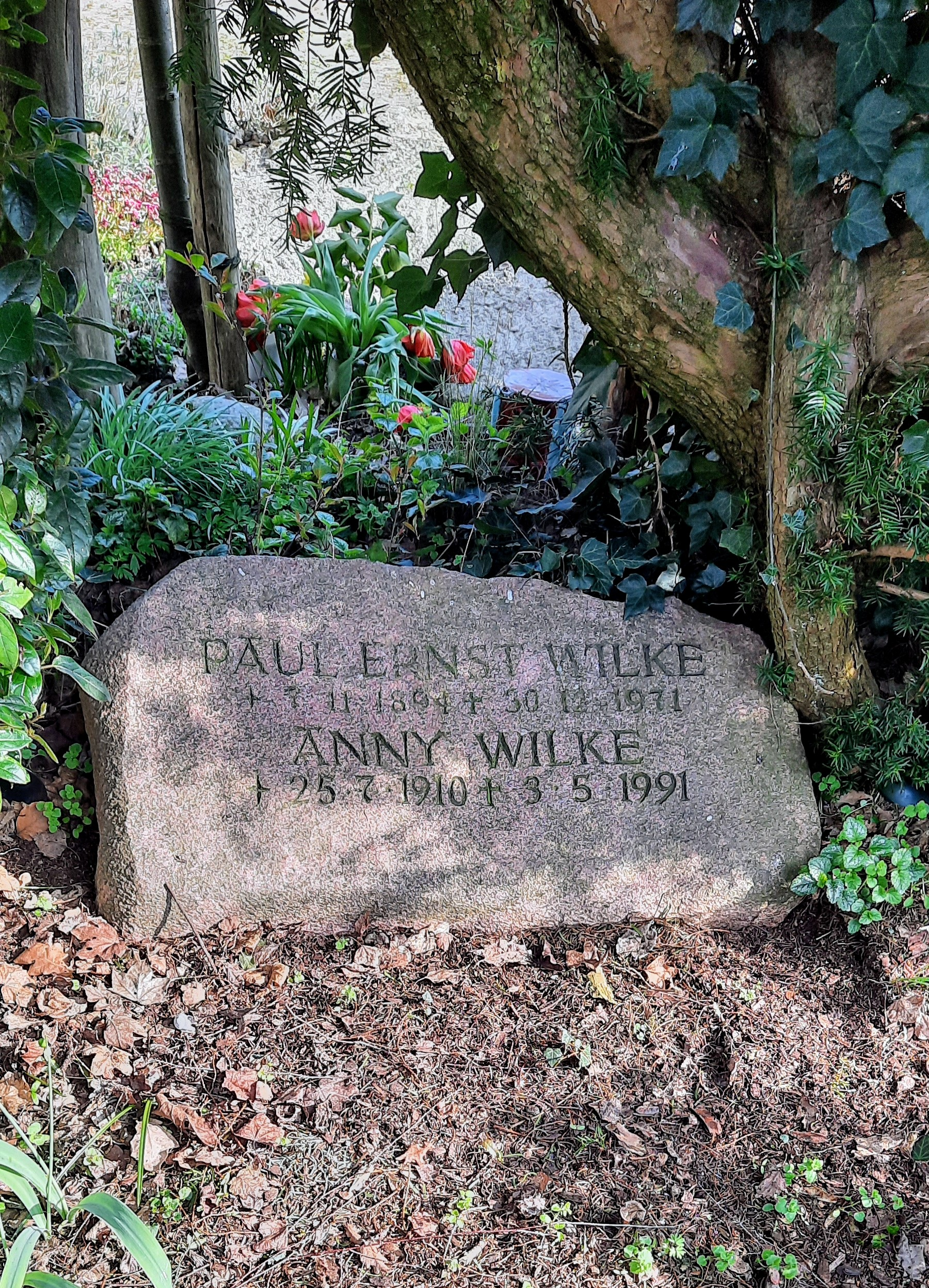
Grabstätte von Paul E. Wilke und seiner Frau Anny in Worpswede

Paul Ernst Wilke (* 7. November 1894 in Bremerhaven; † 30. Dezember 1971 in Lilienthal) war ein deutscher Maler des Impressionismus. Er gehört zu den typischen Vertretern der Freilichtmalerei.

## Biografie
Wilke besuchte ab 1913 die Kunstschule Bielefeld mit dem Ziel Landschaftsmaler zu werden. 1915 wurde er Soldat. Schwer verwundet, wurde er 1916 aus dem Deutschen Heer entlassen. Die Zeit in einem Berliner Lazarett nutzte er, um seine Studien an der Berliner Kunstakademie fortzusetzen. Von 1916 bis 1918 besuchte er mit der Unterstützung der Stadt Bremerhaven die Bremer Kunstgewerbeschule bei Ernst Müller-Scheessel. Die nächsten drei Jahre folgte ein Studium in Berlin an der Hochschule für Bildende Künste.
1921 kehrte er in seine Heimatstadt Bremerhaven zurück, wo er bis 1924 als Freischaffender tätig war. Er lebte in den folgenden Jahren in Bremen, Debstedt und Hamburg, kehrte aber immer wieder nach Bremerhaven zurück. 1939 zog er nach Worpswede. Aus Verbundenheit mit seiner Heimatstadt Bremerhaven baute er sich 1948 am Alten Vorhafen in Bremerhaven eine Bleibe. In diesem Atelier lebte und arbeitete er bis zu seinem Tod. Durch den Einsatz des nach seinem Tode gegründeten Freundeskreis Paul Ernst Wilke e.V. steht das Atelierhaus noch. Es bietet heute Künstlern aus aller Welt die Möglichkeit, einen Malaufenthalt in Bremerhaven zu verbringen.
Wilke war drei Mal verheiratet, in erster Ehe (1922–1931) mit Liese-Lotte Bunnenberg,  die als Schlagersängerin Lale Andersen bekannt wurde. Zwischen 1924 und 1929 bekam das Paar drei Kinder: Björn, Carmen-Litta und Michael Wilke. Danach folgte die Ehe mit Lotte Weimann-Bischoff. 1945 heiratete er in dritter Ehe Anny Gierke. Ab 1954 lebte er mit seiner Familie in der ehemaligen Villa von Fritz Mackensen, wo sich ein weiteres Atelier Wilkes befand.
Wilke starb im Alter von 77 Jahren. Beerdigt sind er und seine Frau Anny Wilke (1910–1991) gemeinsam auf dem Worpsweder Friedhof.

## Atelier Wilke

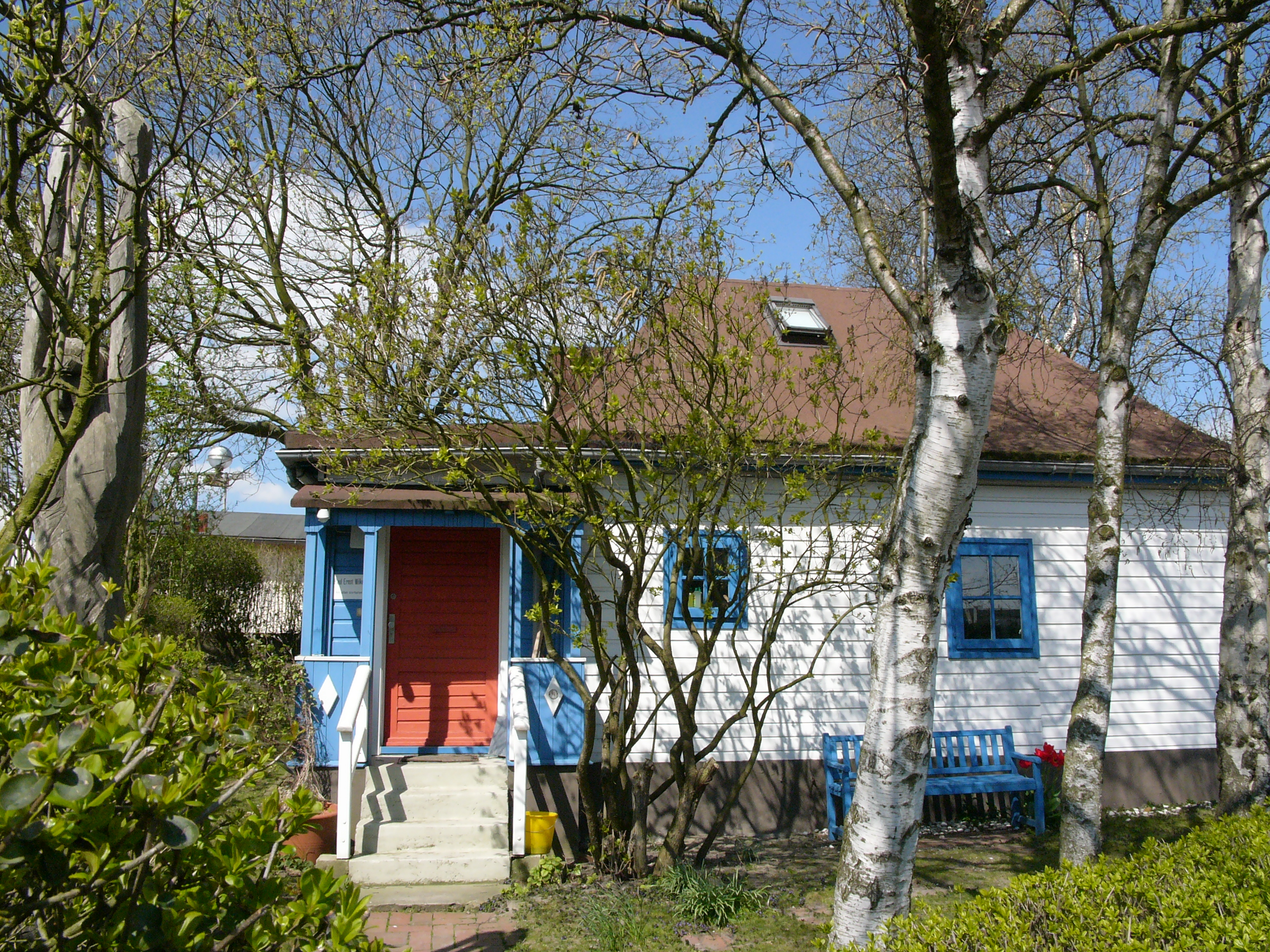
Atelier Wilke

Das Atelier Wilke in Bremerhaven-Mitte, Am Alten Vorhafen 2 (Lage), wurde 1948 nach Plänen von Gerhard Diedrich gebaut. Das kleine Holzhaus befindet sich am Anfang der Nordmole der Geestemündung und der früheren Zufahrt zum Alten Hafen. Es steht seit 2010 unter Bremer Denkmalschutz. Wilke erhielt eine bauordnungsrechtliche Sondergenehmigung hier im Hafengebiet noch außerhalb des Weserdeiches ein Atelier zu bauen. Nach dem Tode des Malers wurde das Häuschen mit dem kleinen, von Moorbirken bestandenen Garten restauriert. Es wird seit 1985 vom Freundeskreis des Malers Gastkünstlern zum Wohnen und Arbeiten zur Verfügung gestellt.

## Werk
Das Œuvre des Landschaftsmalers Wilke steht in der Tradition der französischen und deutschen Impressionisten. Die inhaltlichen und stilistischen Ausdrucksmittel der impressionistischen Malerei prägen, trotz aller raschen Veränderungen in der bildenden Kunst des 20. Jahrhunderts, sein gesamtes Lebenswerk. Die leichte, flüchtige Pinselführung und lichte Palette jener Malerei kommen in seinen Gemälden in bemerkenswerter Prägnanz zum Ausdruck. Seinen Blick für die weite Welt gewann er durch vielfältige Studienaufenthalte und Reisen, die ihn nach Island, Schweden, Dänemark, Holland, Frankreich und Italien führten. Durch seine Herkunft von der Küste blieb er in seinen Bildern dem Thema Meer verbunden. Seine Heimat und die Stadt Bremerhaven hat Paul Ernst Wilke in einer kaum zu überschauenden Anzahl von Werken und vielfach in markanten Farben trefflich in Szene gesetzt. Insbesondere die Schönheit Bremerhavens hat Wilke in zahlreichen Bildern festgehalten, bevor der Zweite Weltkrieg seine deutlichen Spuren im Stadtbild hinterließ.
Wilke ist mit seinen Kunstwerken in zahlreichen Museen und Ausstellungen vertreten. Wichtige Werke des Künstlers werden im Deutschen Schifffahrtsmuseum und im Historischen Museum in Bremerhaven gezeigt. Der größte Teil seiner unzähligen Gemälde und Zeichnung befindet sich aber in Privatbesitz.
Eher zu den Episoden im Schaffen des Künstlers Paul Ernst Wilke gehört die Tatsache, dass Wilke 1921 für Bremerhaven, Lehe und Geestemünde insgesamt vier Notgeldscheine gestaltete. Wilke selbst musste angesichts der schlechten Druckqualität der Scheine in einer Presseerklärung einräumen, dass die öffentliche Kritik an der Arbeit ihre Berechtigung hatte.